# Consigliere
Consigliere [konsiʎˈʎɛːɾe] (ital. Ratsmitglied, Ratgeber) (plural: Consiglieri) ist ein Begriff für einen Berater oder Ratgeber.
Italienische Stadträte heißen consiglieri, die Mitglieder des Schweizer Bundesrates heißen in der italienischsprachigen Schweiz ebenso. 

## Organisiertes Verbrechen

Aufbau einer US-amerikanischen Mafia-Familie

Eine weitere Bedeutung des Wortes ist der Consigliere, der für die Mafia, insbesondere die US-amerikanische La Cosa Nostra oder die sizilianische Cosa Nostra, tätig wird. Er fungiert dabei im übertragenen Sinne als Stabsstelle des Oberhauptes der Familie und übt in der Regel keine direkte Kommandogewalt aus. Bisher sind nicht mehr als drei aktive Ratgeber pro Familie bekannt geworden. 

### Im Film
In dem Mafia-Klassiker Der Pate ist Tom Hagen (gespielt von Robert Duvall) der Consigliere der Familie Corleone. In der Serie Die Sopranos ist Silvio Dante (gespielt von Steven Van Zandt) Consigliere des Bosses Tony Soprano. Im Film Reine Nervensache tritt Billy Crystal als Consigliere des Mafia-Bosses Paul Vitti (Robert De Niro) auf.